# Лифшиц, Себастьен
Себастье́н Лифши́ц (фр. Sébastien Lifshitz; род. 21 января 1968, Париж) — французский актёр, кинорежиссёр и сценарист.

## Биография
Он учился в Школе Лувра (École du Louvre) в Париже. Окончил Парижский Университет, имеет степень бакалавра в истории искусства.
Преподаёт в школе образа и звука La Fémis (École Nationale Supérieure des Métiers de l'Image et du Son).
Фильмы Себастена затрагивают темы из жизней гомосексуалов и лесбиянок, а также проституток.
Критики оценивают Себастьена Лифшица как хорошего драматурга, психолога и талантливого режиссёра.

## Фильмография
| Год  |    | Русское название | Оригинальное название | Роль                       |
| ---- | -- | ---------------- | --------------------- | -------------------------- |
| 2016 | ф  | Жизни Терезы     | Les vies de Thérèse   | Режиссёр                   |
| 2013 | ф  | Бэмби            | Bambi                 | Режиссёр, сценарист        |
| 2012 | ф  | Невидимые        | Les Invisibles        | Режиссёр                   |
| 2009 | ф  | Строго на юг     | Plein sud             | Режиссёр, сценарист        |
| 2004 | ф  | Безумие          | Wild Side             | Режиссёр, сценарист        |
| 2000 | ф  | Почти ничего     | Presque rien          | Режиссёр, сценарист        |
| 1999 | тф | Холодные земли   | Les terres froides    | Режиссёр, сценарист, актёр |
| 1998 | ф  | Открытые тела    | Les corps ouverts     | Режиссёр, сценарист, актёр |
| 1996 | ф  | Мне нужна любовь | Il faut que je l'aime | Режиссёр, сценарист        |